# Gertrud
Gertrud è un film del 1964 diretto da Carl Theodor Dreyer.
È l'ultimo film girato dal maestro danese Dreyer ed è considerato uno dei suoi capolavori.

## Trama
Gertrud è una donna dell'alta società svedese con una carriera di cantante lirica alle spalle ed è sposata con un facoltoso avvocato, Gustav Kanning, che sta per ottenere una nomina a ministro. Nello stesso giorno in cui il marito attende la chiamata da parte del capo del governo, Gertrud viene a sapere che il suo amante di un tempo, il poeta Gabriel Lidman, è rientrato in città per prendere parte al banchetto organizzato dall'università in occasione del suo cinquantesimo compleanno. Gertrud, presagendo che la nomina del marito a ministro la legherà ancor di più a lui, gli confessa che è innamorata di un altro uomo e che dunque non resta loro che la separazione; alle richieste di chiarimenti del marito, la donna risponde di non essersi mai sentita veramente amata e di aver sempre avuto la certezza che il suo lavoro venisse prima di ogni altra cosa, compreso l'amore, che per lei invece è tutto.
Più tardi, con il pretesto di volersi recare al teatro dell'opera da sola, Gertrud incontra in un parco il suo amante, il giovane musicista Erland Jansson. Insieme ricordano i tempi del loro primo incontro e poi trascorrono la notte assieme a casa di lui. La sera del banchetto, mentre Gustav sta facendo un discorso, Gertrud ha un malore e si ritira in un'altra stanza, dove rivede un vecchio amico dottore, Axel Nygen, che sta compiendo studi di psicologia e di psichiatria a Parigi. Poco dopo la donna ha un colloquio intimo con Gabriel, il quale le confessa di essere ancora innamorato di lei e di aver sofferto molto nel sentire Erland che ad una festa privata si vantava con gli invitati parlando di Gertrud come della sua ultima conquista. Il poeta, vedendo che Gertrud non lo ama più, si abbandona alla disperazione e si allontana. Gustav raggiunge la moglie e le propone di cantare qualcosa facendosi accompagnare al pianoforte da Erland, ignorando il fatto che proprio il musicista è l'amante di Gertrud. Lei inizia a cantare ma, vinta dall'emozione, si sente male e perde conoscenza. Il giorno seguente la donna chiede a Erland di partire con lei; egli rifiuta, rivelandole che ha un'altra amante dalla quale aspetta un figlio.
Gertrud ritorna a casa e trova Gabriel che vorrebbe convincerla a riprendere la loro relazione. Lei allora gli racconta di quando, molto tempo prima, trovò per caso nello studio del poeta un foglio di appunti con scritte alcune righe sull'inimicizia tra l'amore della donna e il lavoro dell'uomo. Quella breve nota fu considerata da Gertrud come una prova che Gabriel non l'amava e da lì ebbe fine il loro rapporto. Gustav si unisce a Gertrud e Gabriel e li invita a festeggiare con un brindisi la sua avvenuta nomina a ministro. Rimasto solo con la moglie, egli le propone di restare ugualmente accanto a lui anche se non lo ama più; la donna non intende scendere a un simile compromesso e Gustav, in preda all'ira, la scaccia. Gertrud si reca a Parigi per studiare alla Sorbona con l'amico medico.
Passano circa trent'anni. La donna vive adesso in una piccola casa di campagna, con la sola compagnia di un vecchio domestico. Il dottor Nygen le fa una breve visita: insieme a lui Gertrud ricorda i tempi di Parigi e gli restituisce alcune lettere che lui le aveva scritto. È una donna senza rimpianti. La sua vita è stata spesa per l'amore, per donarlo agli altri e ciò le ha permesso di non venire annullata dalle delusioni e dai fallimenti. A conclusione della sua esistenza la donna può dire: "sei forse bella? No, ma ho amato. Sei forse felice? No, ma ho amato"

## Commento
Con Gertrud Carl Theodor Dreyer perfeziona ulteriormente la tecnica teatrale che a partire da Dies irae egli ritiene debba essere posta alla base di tutti i suoi film. Questa tecnica, divenuta la cifra distintiva del cineasta, è fondata sull'approfondimento di un nucleo originale di idee già presenti nella sua opera filmica fin dagli anni Venti.
Benché talune soluzioni visive (i piani sequenza) e sonore (la presa diretta) sembrino suggerire un orientamento maggiormente realistico rispetto agli altri film, Dreyer in realtà rimane fedele alla propria concezione antinaturalistica del cinema. I flashback, filmati in sovraesposizione, rimandano a una lontana dimensione onirica, mentre la recitazione degli attori si adatta in tutto e per tutto al ritmo narrativo lento e sognante voluto da Dreyer. Come Gertrud stessa afferma, la vita e tutto quello che vi è in essa sono soltanto un lungo sogno; ma poiché il regista riprende la “realtà”, questo suo personale linguaggio narrativo non fa altro che accentuare le tensioni e i contrasti in cui si muovono i personaggi.
Se quello di Dies irae era un “universo chiuso”, il mondo di Gertrud è invece un “universo bloccato”. Anche in questo film la vicenda si svolge quasi interamente negli spazi interni (pubblici e privati) ma stavolta le rigide consuetudini e i valori pietrificati della società istituita, anziché intervenire violentemente contro le anomalie personificate da pochi isolati individui (Giovanna d’Arco e Anne, entrambe destinate al rogo), portano la protagonista a compiere la scelta di un volontario isolamento dal mondo. Tale isolamento consente a Gertrud di rimanere fedele a quell'ideale di amore assoluto che la società degli uomini non sa o non vuole riconoscere.
In Gertrud, come in Dies irae e in Ordet, sono presenti delle scene girate in esterni. Se però la natura appariva prima sconfinata e primordiale (Dies irae) e poi diventava manifestazione vivida e spontanea del mondo rurale (Ordet), in questo film essa è la diretta espressione della società immobile e soffocante in cui vivono i personaggi. Il giardino tranquillo e ordinato dove si incontrano Gertrud e Erland è infatti uno spazio né più né meno borghese delle stanze domestiche e dei saloni da ricevimento.
Gertrud vive in un mondo in cui non è solamente l'ordine politico-economico rappresentato dal marito, avvocato e ministro, a dettare le convenzioni: perfino coloro che più di ogni altro dovrebbero essere liberi e anticonformisti, vale a dire gli artisti, sono incapaci di sfuggire alle leggi non scritte imposte dalla posizione sociale che occupano. Il poeta Gabriel viene abbandonato da Gertrud perché, esattamente come il marito, antepone il proprio lavoro all'amore per la sua donna; e il musicista Erland rompe la sua relazione affettiva per sposare una donna (sua benefattrice) che aspetta un figlio da lui. In conclusione, Gertrud è la sola persona realmente libera, l'unica capace di affrontare un vero sacrificio in nome dell'amore passionale prima, e dell'amore distaccato e contemplativo poi.

## Critica
Dopo la prima proiezione a Parigi, nel dicembre del 1964, il film sollevò diverse critiche negative. Non passò tuttavia molto tempo prima che quei giudizi venissero rettificati, fino a quando, nel 1968, Jean-Luc Godard affermò che “Gertrud uguaglia in follia e bellezza le ultime opere di Beethoven”. Orson Welles, in un'intervista rilasciata a Peter Bogdanovich, affermò di amare i cosiddetti film noiosi di Dreyer e quindi anche Gertrud, che, secondo lui, andava difeso dai primi giudizi sommari e inappellabili.

## Riconoscimenti
- National Board of Review Awards 1965
  - Nella lista dei migliori film stranieri